# تهجير
النزوح القسري (أيضًا التهجير القسري/الهجرة) حركة غير طوعية أو قسرية لشخص أو أشخاص بعيدًا عن موطنهم أو منطقتهم الأصلية، ناتجة عن مجموعة متنوعة من الأسباب الخارجية بما في ذلك الكوارث الطبيعية، والعنف، والتطهير العرقي، وغيرها من عمليات الاضطهاد. قد تشمل الأمثلة المحددة القحط، والحروب الأهلية، والإبعاد، ونزوح السكان، مما يضطر السكان إلى الانتقال إلى بلد آخر أو الفرار إليه. يمكن الإشارة إلى الشخص أو الأشخاص الذين يتعرضون للتشريد القسري، من بين أمور أخرى، على النحو التالي: «المهاجر القسري»، و«النازح/النازحون»، أو إذا كان داخل البلد نفسه، «الشخص/الأشخاص النازحون داخليًا». في حين يمكن اعتبار بعض النازحين لاجئين، فإن المصطلحات تشير تحديدًا إلى الأشخاص النازحين الذين يتلقون حماية محددة قانونًا معترف بها من قبل الدول و/أو المنظمات الدولية.
يحظى النزوح القسري في الوقت الحالي بالاهتمام في المناقشات الدولية وصنع السياسات، وهو ما يرجع جزئيًا إلى زيادة سهولة السفر، وزيادة النقاش حول الحماية الدولية لحقوق الإنسان، وزيادة النظر في آثار الهجرة القسرية على المناطق الأخرى. تواصل مختلف المنظمات الدولية، والإقليمية، والمحلية العمل على تطوير وتنفيذ مناهج لمنع وتخفيف تأثير الهجرة القسرية على مناطق المنشأ والمقصد على حد سواء. بالإضافة إلى ذلك تتضافر بعض الجهود التعاونية إلى تحديد الملاحقة القضائية لأولئك الذين يتسببون في الهجرة القسرية. يمكن اعتبار نحو 60 مليون شخص مشردين قسريًا منذ بداية القرن الحادي والعشرين، وتأتي الغالبية من الجنوب العالمي.

## الأسباب والأمثل

### الأسباب الطبيعية
قد ينجم النزوح القسري عن الكوارث الطبيعية، وتأثيرها اللاحق على البنية التحتية، والغذاء والوصول إلى المياه، والاقتصادات المحلية/الإقليمية. ربما يكون النزوح مؤقتًا أو دائمًا، حسب نطاق الكارثة وقدرات المنطقة على استعادة عافيتها. يؤدي تغير المناخ إلى زيادة معدل الكوارث الكبرى، مما يضع عددًا أكبر من السكان في حالات محتملة للنزوح القسري. يندرج فشل المحاصيل بسبب لفحة و/أو آفة ضمن هذه الفئة، مما يؤثر على الوصول إلى الغذاء ويحتمل أن يؤدي إلى نزوح الأشخاص في المنطقة المصابة. بالإضافة إلى ذلك، وضح مصطلح «لاجئ بيئي» مؤخرًا الأشخاص الذين أجبروا على ترك موائلهم التقليدية بسبب العوامل البيئية التي تؤثر سلبًا على معيشتهم، أو حتى الاضطرابات البيئية، أي التغير البيولوجي أو الفيزيائي أو الكيميائي في النظام البيئي. يمكن أن تحدث الهجرة أيضًا نتيجة لتغير المناخ بطيء الحدوث، مثل التصحر أو ارتفاع منسوب البحار، بسبب إزالة الغابات أو انحلال التربة.

#### النزوح من الكوارث الطبيعية
- تسونامي المحيط الهندي عام 2004: نتج عن زلزال بلغت قوته 9.1 درجة قبالة ساحل سومطرة الشمالية، أودى تسونامي المحيط الهندي بحياة أكثر من 227,898 شخصًا، مسببًا أضرارًا جسيمةً للسواحل في جميع أنحاء المحيط الهندي. نتيجةً لذلك، نزح أكثر من 1.7 مليون شخص، معظمهم من إندونيسيا وسريلانكا والهند.[10][11]
- إعصار كاترينا عام 2005: ضرب مدينة نيو أورلينز في لويزيانا في أواخر أغسطس عام 2005، تسبب إعصار كاترينا بأضرار قُدِرت بما يقارب 125 مليار دولار، لذلك تعد أحد أكثر العواصف تكلفةً في تاريخ الولايات المتحدة. نزح أكثر من مليون شخص داخليًا نتيجةً للأضرار التي سببها كاترينا. بعد شهر واحد من وقوع الكارثة، بقي أكثر من 600,000 شخص مشردين. بعد الكارثة مباشرة، فقدت نيو أورلينز ما يقرب من نصف سكانها، ونزح العديد من السكان إلى مدن مثل هيوستن، ودالاس، وباتون روج، وأطلنطا. وفقًا للعديد من الدراسات، أثر النزوح بشكل غير متناسب على السكان الأكثر فقرًا في لويزيانا، وخاصة الأمريكيين من أصل أفريقي.[12][13][14]
- قحط شرق إفريقيا عام 2011: أدى انعدام الأمطار في الصومال، وكينيا، وإثيوبيا إلى خسائر كبيرة في الثروة الحيوانية والمحاصيل، مما دفع أغلبية الرعاة إلى المناطق المحيطة بحثًا عن الغذاء والمياه المتاحين. بالإضافة إلى السعي للحصول على الغذاء والماء، كان الدافع وراء هجرة السكان المحليين هو عدم القدرة على الحفاظ على أنماط الحياة التقليدية. يشكل الجفاف في شرق إفريقيا وفقًا للباحثين مثالًا على تأثيرات تغير المناخ، على الرغم من تأثره جزئيًا بالنزاع المسلح المحلي.[15]

### أسباب من صنع الإنسان
يصف التهجير من صنع الإنسان التهجير القسري الناجم عن الكيانات السياسية والمنظمات الإجرامية والنزاعات والكوارث البيئية التي من صنع الإنسان وما إلى ذلك. على الرغم من أن آثار الكوارث الطبيعية قد تتفاقم بسبب سوء الإدارة البشرية، فإن الأسباب التي هي من صنع الإنسان تشير على وجه التحديد إلى تلك التي بدأها البشر. وفقًا لليونسكو، يعتبر النزاع المسلح السبب الأكثر شيوعًا وراء النزوح القسري، وتعززه الدراسات الإقليمية التي تشير إلى الصراع السياسي والمسلح باعتباره أكبر العوامل التي تسببت في تدفقات المهاجرين من أمريكا اللاتينية وأفريقيا وآسيا.

#### أمثلة على التهجير القسري الناجم عن النشاط الإجرامي
النزوح في المكسيك بسبب عنف الكارتل: في جميع أنحاء المكسيك، يؤدي عنف عصابات المخدرات والقوات شبه العسكرية ومجموعات الدفاع عن النفس إلى النزوح الداخلي والخارجي. وفقًا لدراسة منهجية شاملة أجراها سالازار وألفاريز لوباتو، فرت العائلات من منازلها كوسيلة للبقاء على قيد الحياة، على أمل الهروب من القتل والابتزاز والاختطاف المحتمل.
النزوح في أمريكا الوسطى بسبب عنف العصابات: وهو عامل رئيسي وراء أزمات المهاجرين الأمريكية في أوائل القرن الحادي والعشرين (مثل أزمة المهاجرين عام 2014)، وتفشي عنف العصابات في المثلث الشمالي، إلى جانب الفساد وانخفاض الفرص الاقتصادية، كثيرون يفرون من بلادهم سعياً وراء الاستقرار وفرص أفضل. وصلت معدلات جرائم القتل في بلدان مثل السلفادور وهندوراس إلى معدلات تعد من الأعلى في العالم، حيث بلغت السلفادور ذروتها عند 103 جريمة قتل لكل 100.000 شخص. تشمل العوامل المساهمة الابتزاز، والنزاعات الإقليمية، والتجنيد القسري للعصابات، مما أدى إلى نزوح ما يقرب من 500000 شخص سنويًا.
النزوح في كولومبيا بسبب النزاع والعنف المرتبط بالمخدرات: وفقًا للباحثين Mojica وEugenia، كانت كولومبيا في عام 2013 مثالا على الجريمة والنزوح القسري الناجم عن العنف، وكانت من الوجهات الأكثر شعبية للنازحين داخليًا. فر المواطنون الريفيون من العنف الإجرامي المنظم، وأشار معظمهم إلى التهديدات المباشرة باعتبارها القوة الدافعة الرئيسية، واستقروا في ميديلين بحثًا عن الأمان وفرص أكبر. إجمالًا، أجبر العنف الإجرامي الكولومبيين على التخلي عن ممتلكاتهم وطريقة حياتهم وروابطهم الاجتماعية بحثًا عن الأمان.

#### أمثلة على التهجير القسري الناجم عن الصراعات السياسية
- فلسطين
- حرب فيتنام: طوال حرب فيتنام وفي السنوات التي تلتها، تم إجبار العديد من السكان على الخروج من فيتنام والدول المجاورة نتيجة للنزاع المسلح و / أو الاضطهاد من قبل حكوماتهم، مثل جمهورية فيتنام الاشتراكية. يشار إلى هذا الحدث باسم أزمة اللاجئين في الهند الصينية، حيث نزح الملايين عبر آسيا وأستراليا وأوروبا وأمريكا الشمالية.[25][26]
- الحرب الأهلية في السلفادور: طوال وبعد النزاع الذي دام 12 عامًا بين الحكومة السلفادورية وجبهة فارابوندو مارتي للتحرير الوطني، واجه السلفادوريون التهجير القسري نتيجة القتال والاضطهاد وتدهور جودة الحياة. إجمالاً، نزح واحد من كل أربعة سلفادوريين داخلياً وخارجياً (أكثر من مليون شخص).[27][28]

#### أمثلة على النزوح القسري الناجم عن كوارث بيئية من صنع الإنسان
- حرائق الغابات المطيرة في الأمازون 2019: على الرغم من أن الحرائق التي من صنع الإنسان هي جزء طبيعي من الزراعة في الأمازون، فقد شهد موسم الجفاف لعام 2019 زيادة ملحوظة دوليًا في معدل حدوثها. أدت الحرائق سريعة الانتشار، إلى جانب ممارسات شركات الزراعة وقطع الأشجار، إلى إجبار السكان الأصليين في البرازيل على ترك أراضيهم.[29][30]

- كارثة تشيرنوبيل النووية: أدى الانهيار النووي في 26 أبريل 1986 بالقرب من بريبيات بأوكرانيا إلى تلوث المدينة والمناطق المحيطة بها بمستويات ضارة من الإشعاع، مما أجبر أكثر من 100,000 شخص على النزوح.[31]

## حديثاً
لا توجد أمثلة أوضح لظاهرة التهجير في العصر الحديث من مثالين جليّين أولها تهجير اليهود واضهادهم من قبل النازيين خلال الحرب العالمية الأولى والثانية وثانيهما تهجير الفلسطينيين من أراضيهم عقب الاجتياح الإسرائيلي عام 1948.

### تهجير الفلسطينيين
تعتبر ماساة الفلسطينيين امتداد مؤلم في ذاكرة عربية منهكة من الحروب الدموية مع إسرائيل، فقد كانت بداية الأزمة هو تفضيل ومحاباة حكومة الانتداب البريطاني لفلسطين أحقية اليهود في إقامة دولة على أرض فلسطين
واتخذوا قرارات تضييق على الفلسطينيين كتحديد الانتقال بين القرى والمدن وإخلاء الأراضي المملوكة لهم بدعوى تنفيذ مشروعات عامة أو دون إيضاح أسباب مما ساعد على توفير مناخ مناسب جدا لحركة هجرة قومية يهودية على أرض فلسطين مكونة فيما بعد عصابات صهيونية أخذت الضوء الأخضر عام 1948 من تلك الحكومة والحكومات الغربية الأخرى بالانطلاق وتأسيس الدولة اليهودية بالقوة.
نتيجة لممارسات صهيونية بشعة من إحراق وإبادة قرى فلسطينية بأكملها اضطرت نسبة كبيرة من الفلسطينيين إلى إخلاء الأرض والهجرة منها بعد سلسلة مجازر وعمليات قتل فعبروا الحدود إلى مصر والأردن ولبنان وسوريا.
كانت نتيجة تلك الهجرة أن أخذت ((إسرائيل)) مساحات أوسع من الأرض وفرضت واقعا مغايرا في أي مفاوضات حدثت لاحقا فتتمسك بحدود 1948 القائمة على تطهير الأرض من أصحابها وسكانها الأصليين.

## البوسنة والهرسك
حرب الإبادة العرقية التي شنّتها حكومة الصرب على جمهورية البوسنة والهرسك أثّرت بشكل كبير جداً في الطبيعة السكانية للدولة البوسنية فإلى جانب القتل الهائل كانت سياسة التهجير عامل حاسم في ذلك أيضاً.

## دراسة
مع حدوث حالات كبيرة من الشتات والهجرة القسرية، برزت دراسة أسبابها وآثارها كمجال شرعي متعدد التخصصات للبحث، وبدأت في الارتفاع بحلول منتصف القرن العشرين إلى أواخره، بعد الحرب العالمية الثانية. على الرغم من المساهمات الكبيرة التي تم تقديمها من قبل، فقد شهد النصف الأخير من القرن العشرين إنشاء مؤسسات مخصصة لدراسة اللاجئين، مثل جمعية دراسة مشكلة اللاجئين العالمية، والتي تبعها عن كثب تأسيس منظمة الأمم المتحدة. مفوض الأمم المتحدة السامي لشؤون اللاجئين. على وجه الخصوص، حدد مجلد 1981 من مجلة الهجرة الدولية دراسات اللاجئين على أنها «منظور شامل وتاريخي ومتعدد التخصصات ومقارن يركز على الاتساق والأنماط في تجربة اللاجئين». بعد نشره، شهد المجال زيادة سريعة في الاهتمام الأكاديمي والبحث العلمي، والذي استمر حتى الوقت الحاضر. وعلى وجه الخصوص في عام 1988، تم إنشاء مجلة دراسات اللاجئين كأول مجلة ميدانية كبرى متعددة التخصصات.
انتقد العلماء ظهور دراسات اللاجئين كمجال دراسي متميز بسبب صعوبة المصطلحات. نظرًا لعدم وجود تعريف مقبول عالميًا لمصطلح «لاجئ»، فإن الاحترام الأكاديمي للتعريف المستند إلى السياسة، كما هو موضح في اتفاقية اللاجئين لعام 1951، موضع خلاف. بالإضافة إلى ذلك، انتقد الأكاديميون الافتقار إلى الأساس النظري لدراسات اللاجئين وهيمنة البحوث الموجهة نحو السياسات. رداً على ذلك، حاول العلماء توجيه المجال نحو إنشاء أساس نظري لدراسات اللاجئين من خلال «دراسات موقعية لمجموعات معينة من اللاجئين (وغيرهم من المهاجرين القسريين) في نظريات المناطق المماثلة (والتخصصات الرئيسية)، [توفير] فرصة استخدام الظروف الخاصة لحالات اللاجئين لإلقاء الضوء على هذه النظريات العامة وبالتالي المشاركة في تطوير العلوم الاجتماعية، بدلاً من قيادة دراسات اللاجئين إلى طريق مسدود فكري». وبالتالي، يمكن الإشارة إلى مصطلح اللاجئ في سياق دراسات اللاجئين على أنه «عنوان قانوني أو وصفي»، يشمل الخلفيات الاجتماعية والاقتصادية والتاريخ الشخصي والتحليلات النفسية والروحانيات.
النزوح واقع طويل الأمد لمعظم اللاجئين. نزح ثلثا جميع اللاجئين حول العالم منذ أكثر من ثلاث سنوات، وهو ما يُعرف باسم «النزوح المطول». 50٪ من اللاجئين - حوالي 10 ملايين شخص - نزحوا منذ أكثر من عشر سنوات.
وجد معهد التنمية الخارجية أن برامج المساعدة تحتاج إلى الانتقال من نماذج المساعدة قصيرة الأجل (مثل المساعدات الغذائية أو النقدية) إلى برامج أكثر استدامة طويلة الأجل تساعد اللاجئين على الاعتماد على أنفسهم بشكل أكبر. يمكن أن يشمل ذلك معالجة البيئات القانونية والاقتصادية الصعبة، من خلال تحسين الخدمات الاجتماعية وفرص العمل والقوانين.